# Sphenoptera aureola
Sphenoptera aureola es una especie de escarabajo del género Sphenoptera, familia Buprestidae. Fue descrita científicamente por Jakovlev en 1902.

## Distribución
Habita en la región afrotropical.